# دنيس ستيفنسون
دنيس ستيفنسون (بالإنجليزية: Dennis Stevenson)‏ هو سياسي أسترالي، ولد في 12 نوفمبر 1946. حزبياً، نشط في Abolish Self Government Coalition ‏.